# Call of Duty: Ghosts
Call of Duty: Ghosts là một trò chơi bắn súng góc nhìn thứ nhất ra mắt vào năm 2013 do Infinity Ward phát triển và Activision phát hành. Đây là phiên bản chính thứ 10 trong loạt game Call of Duty, và là phần thứ sáu do studio Infinity Ward phát triển, được phát hành trên các hệ máy Microsoft Windows, PlayStation 3, Xbox 360 và Wii U vào ngày 5 tháng 11 năm 2013.
Trò chơi được phát hành song song với màn ra mắt của PlayStation 4 và Xbox One.
Call of Duty: Ghosts nhận được nhiều đánh giá trái chiều từ các nhà phê bình, với hầu hết ca ngợi chế độ nhiều người chơi (multiplayer) và chế độ chơi mới mang tên Extinction, nhưng bị chỉ trích vì chế độ chơi đơn nhàm chán, lập lại quá nhiều yếu tố cũ và thiếu đi sự đổi mới, trong khi là phiên bản đầu tiên của loạt game được tiên phong phát hành trên các hệ máy next-gen thời điểm ấy là PlayStation 4 và Xbox One.

## Lối chơi

### Chơi đơn (campaign)
Trong Call of Duty: Ghosts, cốt truyện chủ yếu được kể qua con mắt của một nhân vật duy nhất, Logan Walker. Phần lớn thời gian, người chơi đảm nhận vai Logan, với một số nhân vật có thể điều khiển khác, bao gồm một chuyên gia phi hành gia tên là Baker, Sergeant Thompson, thành viên của Icarus và cha của Logan là Elias Walker. Ngoài ra, người chơi có thể điều khiển được Riley, chú chó song hành với nhân vật chính. Đây là nhân vật không phải con người đầu tiên có thể điều khiển được trong loạt game Call of Duty.

### Nhiều người chơi (multiplayer)
Chế độ nhiều người chơi trong Call of Duty: Ghosts có những thay đổi so với các bản Call of Duty trước đó như thêm vào một số cơ chế mới:
- Bản đồ hiện có các khu vực có thể bị thay đổi hoặc phá hủy.
- Có một phần thưởng giống như tiêu diệt hạt nhân mang tên KEM Strike.
- Người chơi có thể có chuỗi tiêu diệt ODIN bằng cách tiêu diệt một số lượng kẻ địch nhất định hoặc giết lãnh đạo của đội khác và sau đó hoàn thành các thử thách khác nhau sau khi nhặt được một chiếc cặp màu xanh bị rơi.
- Các ống ngắm của súng bắn tỉa cũng có "công nghệ kết xuất kép" mới cho phép người chơi nhìn thấy xung quanh bên ngoài phạm vi (mặc dù bị mờ) khi phóng to.
- Ngoài ra, một chế độ nhiều người chơi mới xuất hiện có tên gọi là Squads trong đó người chơi có thể xây dựng đội hình và đối mặt với các đội khác trên toàn thế giới. Đội hình của người chơi có thể được tăng cấp và hoạt động như một cá nhân thực thụ.

Trong đó chế độ multiplayer, "Octane", "Prison Break", "Tremor", "Freight", "Stormfront", "Siege", "Warhawk", "Sovereign", "Overlord", "Flooded", "Strikezone", "Whiteout", "Stonehaven" và "Chasm" là những bản đồ có sẵn trong Call of Duty: Ghosts. Ngoài ra, bản đồ "Free Fall", là phần thưởng cho những người chơi đặt hàng trước tựa game (pre-order).
Người chơi có thể điều khiển các quân nhân là nữ.

#### Squads
Call of Duty: Ghosts giới thiệu một thể loại chơi mới có tên là Squads. Chế độ này có thể chơi solo hoặc với những người chơi khác bao gồm cả bạn bè. Một đội gồm mười nhân vật có thể tùy chỉnh khác nhau.
Các chế độ chơi của chế độ này bao gồm Squad Assault, Safeguard, Safeguard Infinite, Squad vs Squad và Wargame.
Tất cả các chế độ này có thể chơi trực tuyến hoặc ngoại tuyến.

#### Các chế độ nhiều người chơi
Call of Duty: Ghosts có nhiều chế độ multiplayer, đồng thời giới thiệu một số chế độ mới, bao gồm :
- Search and Rescue: Giống với Search & Destroy, nhưng thay vì chỉ có một mạng sống mỗi vòng, trong Search and Rescue, nhóm của người chơi có thể hồi sinh lẫn nhau.
- Gun Game: Tương tự như các phiên bản trong các trò chơi trước, người chơi bắt đầu với một khẩu súng lục và tiếp tục đạt được một vũ khí mới cho mỗi người chơi mà họ giết được. Trận đấu kết thúc khi người chơi chuyển qua tất cả các vũ khí có sẵn.[8]
- Cranked: Trong chế độ chơi theo đội này, đội đầu tiên kiếm được 100 mạng sẽ thắng. Sau khi người chơi tiêu diệt kẻ thù, trở thành "Cranked", người chơi đã giết được có 30 giây để kiếm được một lần giết tiếp theo.[9]
- Free For All: Chế độ trò chơi cổ điển từ các phần trước cũng trở lại, trong đó người chơi phải giành được tổng cộng 30 lần tiêu diệt để giành chiến thắng trong trò chơi trước bảy đối thủ khác hoặc giành được nhiều điểm tiêu diệt nhất trong giới hạn thời gian 10 phút.
- Team Deathmatch: Team Deathmatch trở lại trong Call of Duty: Ghosts: hai đội, 10 phút, giới hạn giết 75.
- Search and Destroy: Một chế độ chơi trong đó một bên có năm phút để đặt bom tại một lựa chọn của hai địa điểm và đội còn lại có nhiệm vụ bảo vệ các địa điểm. Chế độ này không có hồi sinh, và trò chơi kết thúc khi một đội thắng bốn hiệp.
- Domination: Một chế độ chơi trong đó ba lá cờ nằm rải rác khắp bản đồ để người chơi cầm và điều khiển. Cứ sau năm giây, một lá cờ được kiểm soát sẽ giành được cho đội của người chơi một điểm, nếu đội của người chơi điều khiển hai hoặc ba lá cờ thì họ sẽ nhận được hai hoặc ba điểm. Đội đầu tiên đạt 200 điểm sẽ thắng.
- Team Tactical: Chế độ chơi tổng hợp gồm 4 người trong 4 trận.
- Kill Confirmed: Một chế độ trò chơi trong đó hai đội chiến đấu, tương tự như TDM, với lợi ích là khi người chơi tiêu diệt kẻ thù, họ sẽ thả một thẻ, thẻ này có giá trị khi thu thập được. Nếu người chơi nhặt được thẻ của đồng đội bị rơi, đội đối phương sẽ không nhận được điểm nào; đội đầu tiên đạt 100 điểm sẽ thắng trò chơi.
- Infected: Tương tự như chế độ trong Modern Warfare 3, một người chơi bị nhiễm ngẫu nhiên ngay từ đầu và có thể lây nhiễm cho những người chơi khác cho đến khi tất cả những người sống sót đều bị nhiễm hoặc hết thời gian. Chế độ này cho phép tối đa 18 người chơi trên các phiên bản Xbox One, PlayStation 4 và PC và tối đa 12 người chơi trên các nền tảng khác.[10]
- Blitz: Chế độ chơi theo đội này tương tự như Capture the Flag ở chỗ người chơi cần phải đi đến một cổng nằm ở điểm xuất hiện của kẻ thù trong khi ngăn người chơi từ đội đối phương tiếp cận họ. Các cổng này tạm thời đóng trong 10 giây khi chúng bị chiếm để ngăn người chơi lao vào.[9]
- Hunted Free For All: Người chơi bắt đầu với một khẩu súng lục, hai con dao ném và một quả bom choáng. Các rương được thả ở các vị trí ngẫu nhiên trong suốt trận đấu có chứa nhiều vũ khí và đạn hơn để người chơi cạnh tranh. Chế độ chơi có giới hạn 25 kill
- Ground War: Là sự tổng hợp của các chế độ Domination và Team Deathmatch, nhưng với 12-18 người chơi và giới hạn 100 kill cho TDM. Chế độ này chỉ khả dụng cho các phiên bản Xbox One, PlayStation 4 và PC của trò chơi.
- Drop Zone: Các đội lần lượt đánh chiếm các khu vực rơi (drop zones) để lấy điểm.

#### Extinction
Extinction là một chế độ co-op 4 người chơi, theo chân người chơi chống lại nhiều loại người ngoài hành tinh khác nhau (gọi chung là Cryptids) trong một bản đồ bảo vệ căn cứ theo phong cách sinh tồn. Mục tiêu chính thường là tiêu diệt tất cả các tổ Cryptid nằm rải rác trên bản đồ (ngoại trừ Awakening và Exodus; mục tiêu trước đây yêu cầu người chơi quét tìm các tháp pháo trong một khu vực cần bị phá hủy, trong khi Exodus có các máy phát điện mà người chơi phải kích hoạt).
Người chơi chọn từ bốn loại lớp (class) khác nhau, với các đặc điểm và kĩ năng riêng của từng class. Người chơi có thể thăng cấp các class của họ, mở khóa thêm vũ khí và trang bị. Chế độ này mở khóa khi hoàn thành level đầu tiên của phần chơi đơn.

## Cốt truyện

### Phần chơi chiến dịch (campaign)

#### Bối cảnh và nhân vật
Call of Duty: Ghosts lấy bối cảnh trong một tương lai giả tưởng sau khi Trung Đông bị hạt nhân phá hủy, dẫn tới một cuộc khủng hoảng kinh tế làm suy yếu các siêu cường trước đây là Hoa Kỳ, Nga và Trung Quốc. Trong khi đó, các nước giàu tài nguyên ở Nam Mỹ sáp nhập với nhau thành một cường quốc mới tên là Liên bang Châu Mỹ để đối phó với khủng hoảng rồi tiến hành xâm lược và chinh phục Trung Mỹ, Ca-ri-bê và Mexico và cuối cùng là chính nước Mỹ.

#### Câu chuyện
Vào năm 2017, sĩ quan quân đội Hoa Kỳ Elias Walker kể cho hai cậu con trai trẻ của mình là David "Hesh" và Logan về truyền thuyết về cách các Ghosts, một liên minh tinh nhuệ của các đơn vị Hoạt động Đặc biệt của Hoa Kỳ, lần đầu tiên xuất hiện. Trong khi đó, trên không gian, Liên bang Châu Mỹ chiếm quyền điều khiển Sáng kiến Phòng thủ Quỹ đạo (ODIN), một siêu vũ khí quỹ đạo bao gồm một mạng lưới các vệ tinh sử dụng bắn phá động năng. Liên bang sử dụng nó để phá hủy một số thành phố ở Tây Nam Hoa Kỳ, dọn đường cho cuộc xâm lược của Liên bang sau đó. Các phi hành gia Baker và Mosley của Lực lượng Không quân Hoa Kỳ đã hy sinh bản thân để tự phá hủy trạm vũ trụ và ngăn ODIN bắn phá sâu trong đất liền. Gia đình Walker trong gang tấc thoát khỏi sự tàn phá của San Diego.
Tới mười năm sau, nước Mỹ lúc này đã cầm cự được với Liên bang tại tiền tuyến là các thành phố bị phá hủy, hay còn gọi là Vùng đất Không Người. Hesh và Logan giờ là hai binh sĩ dưới quyền chỉ huy của cha họ. Trong một lần đi tuần, họ thấy một người Mỹ tên Gabriel T. Rorke là chỉ huy cấp cao của Liên bang. Một lúc sau, họ bị phục kích nhưng được cứu bởi hai thành viên của Ghosts tên là Merrick và Keegan, những người đang trên đường cứu đồng đội bị Rorke bắt tên là Ajax. Thế nhưng, Ajax đã bị quân Liên bang giết và chỉ kịp trăn trối rằng Rorke đang truy sát Ghosts. Trên đường về pháo đài Santa Monica, hai anh em biết tin nơi đây bị Liên bang tấn công và giúp lực lượng ở đây sơ tán thành công. Họ gặp lại cha và bất ngờ trước việc ông là thủ lĩnh hiện tại của Ghosts. Elias kể cho hai con rằng Rorke vốn là cấp trên và tiền nhiệm của ông, nhưng sau nhiệm vụ ám sát thành công tướng Almagro, Tổng thống Liên bang 12 năm trước, Elias buộc phải bỏ lại Rorke để cứu các đồng đội khác. Rorke được cho là đã chết nhưng Liên bang đã tìm thấy và tẩy não ông ta, với nhiệm vụ là lùng giết các đồng đội cũ.
Lực lượng Ghosts mở một chiến dịch lớn để bắt giữ Rorke, nhưng trên đường về, quân của Rorke phá hủy máy bay của Ghosts và cứu hắn. Elias, Merrick, Keegan, Hesh và Logan sống sót sau khi rơi xuống rừng ở Yucatán. Họ gặp lại nhau và chứng kiến một vụ phóng tên lửa chưa rõ mục đích của Liên bang. Để xác minh, Ghosts đột nhập một cơ sở của Liên bang ở dãy Andes, qua đó lấy được dữ liệu về một chiến dịch bí mật liên quan tới một nhà máy ở Rio de Janeiro. Sau đó, họ phá hủy dàn khoan Atlas tại Eo biển Drake để dụ Hạm đội 3 Liên bang đi, rồi bắn chìm nốt chiếc tàu khu trục còn lại canh gác bờ biển Brasil. Không còn bị Hải quân Liên bang cản trở, Ghosts tấn công nhà máy và phát hiện một sự thật đáng sợ: Liên bang đã kỹ nghệ đảo ngược xác ODIN rơi tại San Diego thành một vũ khí không gian cho mình là LOKI. Elias cử Keegan tới trụ sở của NORAD tại Colorado Springs, Colorado để biết khi nào vũ khí này đi vào hoạt động. Không lâu sau, nhà an toàn của Ghosts tại Las Vegas bị Liên bang tập kích (do Ajax khai ra sau khi không chịu được cực hình). Rorke sát hại Elias trước mặt hai người con, nhưng Keegan kịp quay về cứu các thành viên còn lại.
Biết rằng nước Mỹ sẽ thua trận một khi LOKI đi vào vận hành, quân Mỹ dốc nốt lực lượng tấn công phối hợp sân bay vũ trụ ở Chile và trạm không gian LOKI. Khi cả hai nhiệm vụ đã thành công, Hesh và Logan truy sát Rorke đang chạy trốn trên đoàn tàu rời khỏi sân bay và dường như thành công, nhưng Rorke đã sống sót. Hơn nữa, khi cố bảo vệ anh mình bị thương, Logan bị hắn bẻ tay và bị bắt đi mất. Rorke tuyên bố sẽ biến Logan thành người của Liên bang như chính hắn. Ở cảnh hậu danh đề, Logan tỉnh dậy trong tình trạng bị nhốt vào một cái hố trong rừng, có lẽ cũng sẽ trải qua cùng phương pháp tra tấn với Rorke.

### Phần chơi Extinction

#### Bối cảnh và nhân vật
Câu chuyện Extinction diễn ra trong một thực tế thay thế sau các sự kiện trong nhiệm vụ đầu tiên của chiến dịch Ghosts, khi ODIN tấn công những sinh vật cổ đại giống người được gọi là Cryptids. Người chơi sẽ vào vai một người lính vô danh ưu tú, với ngoại hình thể theo nhân vật trong chế độ nhiều người chơi. Câu chuyện chủ yếu xoay quanh hai nhân vật chính: Bác sĩ Samantha Cross (Ali Hillis), một nhà nghiên cứu của Nightfall Program đang nghiên cứu về nguồn gốc Cryptid; và Đại úy David Archer (Dave B. Mitchell), người lãnh đạo của Nightfall Program.

#### Câu chuyện
Sau cuộc tấn công của Liên đoàn vào Trạm ODIN và tàn phá một phần lớn lãnh thổ Hoa Kỳ, một tên lửa lạc đã đánh trúng Đỉnh Caldera, Colorado, để lộ ra một đàn sinh vật cổ đại gọi là Cryptids nằm im lìm bên dưới nó. Lãnh đạo của Cryptids, gọi là Tổ tiên, đã nắm bắt cơ hội đó và ra lệnh cho tất cả thức tỉnh, tàn sát thị trấn và phá hủy mọi thứ trên đường đi. Để ngăn chặn sự bùng phát, một Lực lượng Đặc nhiệm có biệt hiệu là Spectre đã được gửi đến để tiêu diệt sự hiện diện của Cryptids. Mặc dù họ đã thành công, phần còn lại của Cryptid đã được Nightfall thu thập, một chương trình nghiên cứu chuyên biệt về khám phá nguồn gốc của các sinh vật. Người đứng đầu chương trình là Đội trưởng David Archer, đã triển khai các hoạt động bí mật lai tạo Cryptid để thử nghiệm, cũng như giải mã các glyph tìm thấy trong một số địa điểm nơi Nightfall đang nghiên cứu về sự xuất hiện của Cryptid. Tuy nhiên, một trong những bác sĩ làm việc tại Nightfall, Samantha Cross, bắt đầu chịu ảnh hưởng của Tổ tiên, và dần trở thành một trong những điệp viên bị thôi miên với khả năng ngoại cảm. Cô đã gây ra một vụ bùng phát tại cơ sở Nightfall, giết chết tất cả các thành viên trong đó, ngoại trừ bản thân và Archer. Một đội tinh nhuệ có tên CIF Team One đã được cử đi để giúp Archer và Cross trốn thoát, nhưng Archer đã bí mật lẻn đi trên một tàu khu trục do một trong những người liên lạc bí ẩn của anh ta cung cấp, để đến một địa điểm Cryptid khác...

## Phát triển
Ngày 7 tháng 2 năm 2013, Activision xác nhận rằng một phiên bản Call of Duty mới đang được phát triển và sẽ phát hành vào quý 4 năm 2013. Nhà phát hành dự kiến sẽ bán được ít bản hơn so với loạt trước đó là Call of Duty: Black Ops II trên hệ máy console thế hệ thứ bảy (PlayStation 3 và Xbox 360) do quá trình chuyển đổi sang máy chơi game thế hệ tiếp theo (PlayStation 4 và Xbox 360).

### Âm thanh
David Buckley đã sáng tác phần nhạc nền gốc của trò chơi. Bài hát Survival năm 2013 của Rapper Eminem được giới thiệu một trong những bài hát của trò chơi.

## Tiếp thị và phát hành

### Tiết lộ
Ngày 29 tháng 4 năm 2013, trang web chính thức Call of Duty đã cập nhật với một bức tranh ghép trên mạng xã hội, tự lấp đầy mỗi khi người dùng đăng nhập vào trang web qua Twitter hoặc Facebook. Ngày hôm sau, bức tranh khảm hoàn thành hiện ra hình ảnh một đầu lâu cùng dòng chữ "the Ghosts are real." 
Một số thông tin chi tiết về Ghosts đã bị rò rỉ trước đó, đặc biệt là khi nhà bán lẻ Tesco rút tên game ra khỏi danh sách trò chơi cho PlayStation 3 sau khi vô tình tung lên. Một số nhà bán lẻ khác, bao gồm Target, đã liệt kê game cho các hệ máy PlayStation 3 và Xbox 360.
Ngày 1 tháng 5 năm 2013, đoạn giới thiệu live-action ngắn cho Ghosts, có tiêu đề "Những chiến binh đeo mặt nạ", với hình ảnh những người đeo mặt nạ trong trận chiến lịch sử, trong số đó có một người lính đang đeo mặt nạ hộp sọ như trên bìa đĩa.
Call of Duty: Ghosts xuất hiện tại sự kiện "Xbox Reveal" ngày 21 tháng 5 năm 2013.

### Phát hành
Ngày 5 tháng 11 năm 2013, Call of Duty: Ghosts phát hành cho Microsoft Windows và máy chơi game thế hệ last-gen - PlayStation 3, Xbox 360 và Wii U. Activision thông báo trò chơi sẽ có mặt trên PlayStation 4 và Xbox One trong quãng thời gian 2 hệ máy này ra mắt, tương ứng vào ngày 15 tháng 11 năm 2013 và ngày 22 tháng 11 năm 2013.
Bất chấp thông báo chính thức cho các hệ máy thế hệ tiếp theo, một số nhà bán lẻ đã bán bản PlayStation 4 trước ngày phát hành dự kiến.

## Đón nhận

### Đánh giá chung
Call of Duty: Ghosts đã nhận được cả đánh giá "trung bình" và "tích cực", theo trang Metacritic tổng hợp đánh giá.
IGN ca ngợi phần game này vì nó đã giới thiệu "những thay đổi sâu rộng mang đến một trải nghiệm multiplayer mới" và đánh giá phần chơi chiến dịch "dài, đầy thử thách và đa dạng". GameSpot thậm chí còn đi xa hơn khi đánh giá phần chơi chiến dịch "vô cùng ấn tượng". Cả hai trang cũng hoan nghênh tính năng tùy chỉnh nhân vật mới và các chế độ nhiều người chơi mới, đặc biệt là chế độ Extinction được đánh giá là "cực kỳ thú vị".
Ngược lại, trang PC Gamer đánh giá phần chơi đơn "thú vị nhưng chỉ mang tính giải trí thụ động" và chỉ trích cảm giác nhàm chán trong phần chơi mạng của trò chơi. VideoGamer.com đã khen ngợi tổng thể lối chơi, nói rằng nó "có vẻ tinh tế và thú vị hơn so với Black Ops 2" nhưng chỉ trích phần chơi chiến dịch khi cho rằng nó là một "cuộc tái xuất vô nghĩa". Eurogamer ít chỉ trích phần chơi chiến dịch hơn, khi nhận xét rằng "phần chơi chiến dịch của Ghosts không thể tránh khỏi cảm giác như một bước lùi", nhưng "nó vẫn mang yếu tố giải trí" và "cảm giác hồi hộp trong từng khoảnh khắc vẫn còn đó". Joystiq đã chê bai cả hai chế độ chơi, nói rằng "đó chỉ là việc phủ một lớp sơn mới lên tập tài liệu cũ".

### Doanh thu
Mặc dù thu về nhiều thành công thương mại chỉ trong vòng 24h phát hành, nhưng về tổng thể doanh thu vẫn còn kém hơn so với phiên bản trước đó của dòng game ra mắt vào năm 2012, Call of Duty: Black Ops II. Activision đổ lỗi cho sự sụt giảm nhu cầu là do sự không chắc chắn gây ra bởi quá trình chuyển đổi hệ console từ last-gen (PlayStation 3, Xbox 360) sang next-gen (PlayStation 4, Xbox One).
Trò chơi đã bán được hơn 19 triệu bản tính đến tháng 2 năm 2014.